# 鳥羽ジャングル
鳥羽ジャングル（1968年 - ）は、日本のFlashアニメーター、介護福祉士。宮城県岩沼市出身。東京都青梅市在住。男性。「アニメ家」を自称する。旧ペンネームは小野ジャングル。代表作にFlashアニメ「魔女っ子モエりん」がある。

## 経歴
宮城県名取北高等学校卒業、武蔵野音楽学院中退。
自宅録音のノリでFlashアニメを作りながら介護福祉士としての顔も持つクリエイターである。
1990年代にしりあがり寿に師事、以後しりあがりのアニメ作品などのアシストを担当している。かつて株式会社アスキーが発行した月刊雑誌『TECH Win』の付録DVDに収録されていた「さるやまハゲの助アワー」のFlash制作に携わる。この時に宮崎吐夢と電波系MADムービーを多数制作、一部からカルト的人気を集める。
インターネットが普及し始めた2000年代初頭のFlash全盛期に18禁PCゲーム雑誌『TECH GIAN』（『TECH Win』のアダルトゲーム版）の付録DVDに収録されたFlashアニメ「魔女っ子モエりん」の原案・キャラクターデザイン・Flash制作を担当。この作品は魔法少女と西遊記を混在させた作品となっており、カートゥーンのような絵柄とは裏腹に度々露骨なパンチラシーンが描かれる。また登場する男性キャラクターのほぼ全員がロリコンという設定であり、その常軌を逸した不条理な作風や展開は一般的なアニメの域を良くも悪くも越えている。そのため、本作は「上級者向けアニメ」として一部で話題となり、黎明期のFlashを代表する作品となる（現在は本人公認のもと全12話がニコニコ動画にアップロードされている）。
並行して漫画家としても活動しており、青林工藝舎発行の漫画雑誌『アックス』には一度だけ漫画を発表した事がある。

## 師匠
- しりあがり寿